# Ernst Schellmann
Ernst Schellmann (* 1. Dezember 1878 in Kassel; † 1957 ebenda) war ein deutscher Generalmajor der Wehrmacht im Zweiten Weltkrieg.

## Leben
Ernst Schellmann trat am 26. September 1897 als Fahnenjunker in die Preußische Armee ein. Am 27. Januar 1899 im Infanterie-Regiment Nr. 167 zum Leutnant befördert, war er 1905 Adjutant des II. Bataillons. 1912 war er im gleichen Regiment, am 19. August 1909 zum Oberleutnant befördert, nun Regimentsadjutant. Er avancierte am 1. Oktober 1913 zum Hauptmann, nahm am Ersten Weltkrieg teil und wurde neben beiden Klassen des Eisernen Kreuzes mit dem Ritterkreuz des Königlichen Hausordens von Hohenzollern mit Schwertern und dem Waldeckschen Verdienstkreuz IV. Klasse ausgezeichnet. Die verbündeten Österreicher würdigten ihn mit dem Orden der Eisernen Krone 3. Klasse sowie dem Militärverdienstkreuz III. Klasse und dem Karl-Truppenkreuz.
Nach dem Krieg erfolgte seine Übernahme in die Reichswehr. Er stieg am 1. Juli 1921 zum Major auf und diente als Kommandeur des Ausbildungs-Bataillons im 16. Infanterie-Regiment in Osnabrück. Hier wurde er mit Wirkung zum 1. Juli 1927 zum Oberstleutnant befördert und kam im gleichen Jahr von der Infanterieschule in das 15. Infanterie-Regiment nach Kassel. 1930 war er im Stab des 15. Infanterie-Regiments. Am 1. November 1930 wurde er zum Oberst befördert. Am 31. Januar 1931 wurde er aus der Reichswehr verabschiedet.
Am 1. Oktober 1933 erfolgte als E-Offizier im Rang eines Obersts mit Patent vom 1. Januar 1931 seine Rückkehr in die Reichswehr und er wurde Kommandeur des Wehrbezirks Kassel II. In dieser Position in die Wehrmacht übernommen, war er nach dem Beginn des Zweiten Weltkriegs ab dem 10. Juni 1940 Kommandeur des Infanterie-Ersatz-Regiments 214. Am 1. April 1941 wurde Schellmann in das aktive Verhältnis übernommen und erhielt zeitgleich seine Beförderung zum Generalmajor.
Von der Aufstellung als Ersatz-Brigade 201 Mitte Juni 1941 bis Mitte April 1942 war er Kommandeur der Sicherungs-Brigade 201. Am 31. August 1942 wurde er aus der Armee verabschiedet.
1910 heiratete er Maria Wissmann.
Nach dem Krieg wohnte er 1956 in Versmold.